# Первомайское (Гусевский район)
Первомайское (до 1935 — Задвайчен (нем. Sadweitschen), до 1946 — Альткруг (нем. Altkrug)) — посёлок в Гусевском городском округе Калининградской области.

## Власть
Входит в состав Калининского сельского поселения.

## Население
| 1910 | 1933 | 1939 | 2002 | 2010 |
| ---- | ---- | ---- | ---- | ---- |
| 449  | ↗741 | ↗753 | ↘500 | ↘475 |

## История
1130 г. Первое упоминание посёлка. До 1938 года посёлок Первомайское назывался Задвайчен, а с 1938 года по 1946 год — Альткруг.